# تیئلت
شهر تیئلت (به فرانسوی: Tielt) در شهرستان تیئلت در استان فلاندری غربی در منطقه فلاندری در کشور بلژیک واقع شده‌است.